# アーチー・ファイヤー・レイムディアー

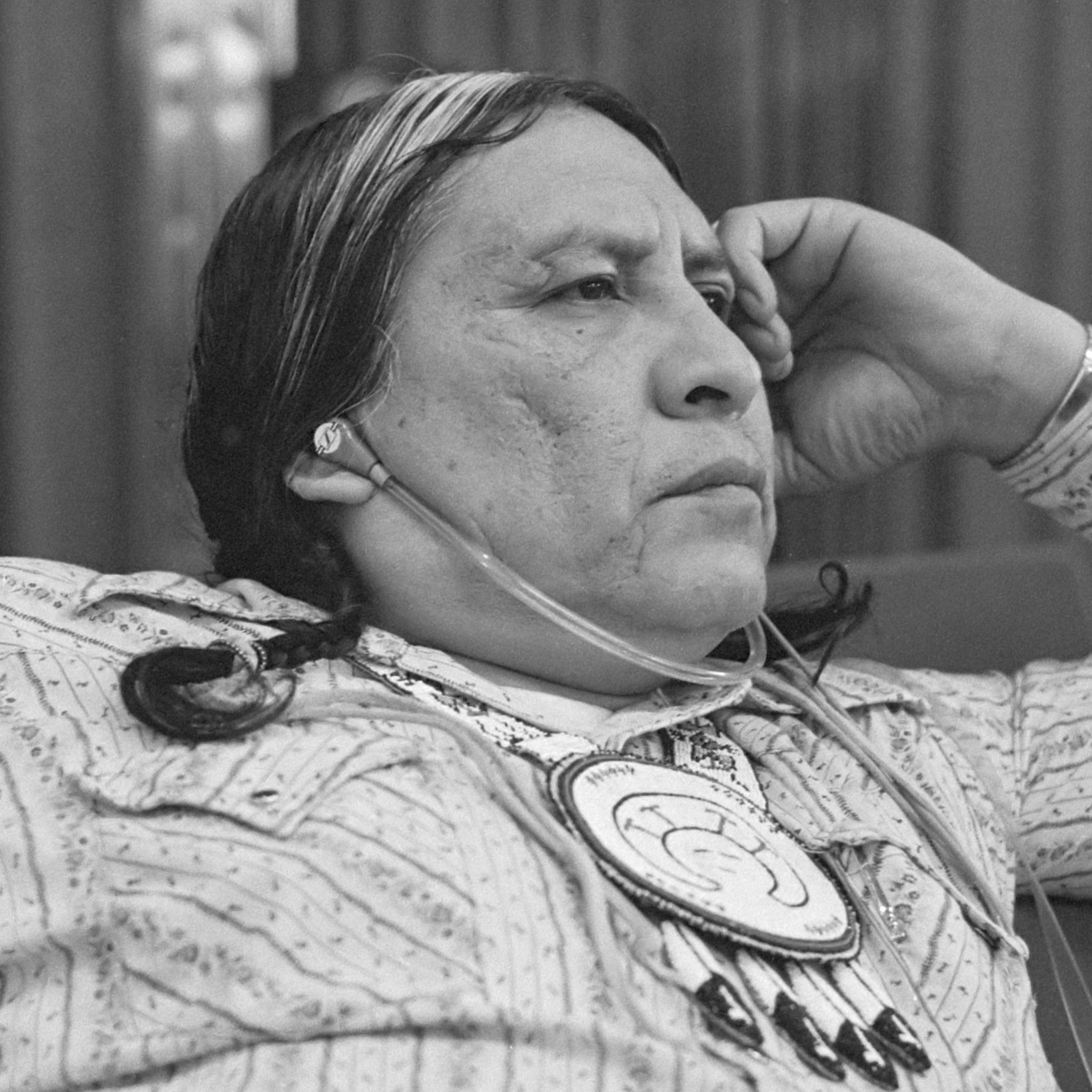
アーチー・ファイヤー・レイムディアー (1980)

アーチー・ファイヤー・レイムディアー（ターカ・フシュテ、1935年4月10日 – 2001年1月16日）は、アメリカインディアン・ラコタ・スー族に属するミネコンジュー族の伝統派メディスンマン、スタントマン、民族運動家。

## 来歴
アーチー・ファイヤー・レイムディアーは、サウスダコタ州のローズバッド・インディアン保留地のコーン・クリークで生まれた。父親は有名なウィチャシャ・ワカン（メディスンマン）のレイムディアーで、伝統に従って祖父のヘンリー・クイックベアーに育てられた。14歳のときに聖フランシス・インディアン学校を逃げ出して、のちに米軍に入隊し、朝鮮戦争では特殊部隊として派遣され捕虜となった。
退役してからカリフォルニア州に移り、ガラガラヘビの駆除業者、西部劇映画のスタントマン、ロデオ乗り、ハリウッド牧場の主任など、さまざまな職業に就き、酒びたりの毎日を送った。このためのちに糖尿病となっている。酒造の文化を本来持たないインディアンは、酒量のコントロールが出来ず、また幻視を重んじる文化から酒に溺れる例が非常に多い。アルコール依存症は現在も、インディアン民族が抱える重大問題の一つである。

### 運動家となる
1971年にアルコール中毒で倒れた後、自ら薬物・アルコール中毒のカウンセラーになり、ロサンゼルスの「インディアン･センター」（都市部に流入したインディアンたちの互助啓発施設）で活動するようになった。　アーチーは州のインディアン囚人のために刑務所内プログラムを実施し、全米の刑務所にスー族の「スウェット・ロッジ」（浄化の儀式）を導入させ、サンタバーバラにも「インディアン･センター」を設立させた。
1976年に、父親のレイムディアーが死去した。このとき、アーチーは死の床の父親から「霊的な贈り物を受け継いだ」と語っている。レイムディアーはアーチーに「世俗の垢にまみれ泥水を飲んだか。真のウィチャシャ･ワカンは鷲のように高いところを飛び、ミミズのように地面を這いつくばって生きるものだ」と言葉を遺した。
以後、スー族の伝統派呪い師として、サンダンスの儀式や様々な儀式の世話役を任じ、他の呪い師らとともに伝統儀式の復興に尽力した。また世界中を歴訪し、インディアンの精神世界や権利についての講演を行い、ダライ・ラマ14世やヨハネ・パウロ2世と会見した。1980年には、オランダのロッテルダムで開かれたラッセル法廷で、先住民の権利に関して講演した。
アーチーはインディアンの伝統儀式を広めた貢献者であるが、1980年7月12日に、2人の人物の「ビジョン・クエスト」の介添えを行った際に、そのうち一人のロナルド・デルガドという人物が死亡するという事故が起こった。「ビジョン・クエスト」は「幻視」を得るために一人きりで4日4晩地中の穴に籠り、飲まず食わずの苦行を行うという厳しい試練であるが、デルガドは糖尿病を患っていて、この苦行に耐えられなかった。この事故について、アーチーはインディアン、非インディアン両者から非難を浴びたが、もともとアーチーは伝統派の呪い師であり、告訴などは行われなかった。デルガドの人種は明かされていないが、カトリック教徒と伝えられている。1970年代以降、全米でインディアンの儀式が復活するに従って、白人のニューエイジなどがこれに参加するようになり、本来無償の儀式を金銭目的で主催するような者たちもインディアン、非インディアン両者に現れた。この事件もこういった問題のなかで取り沙汰されたのである。
アーチーは長年にわたって、ローズバッド保留地の「クロウドッグ・パラダイス」で開催されるサンダンスの儀式の世話役を務めた。
2001年1月16日死去。糖尿病と心臓病を患っていた。アーチーの死後は、息子のジョンがレイムディアー家のメディスンマンとしての跡目を継いだ。

## 自伝
- 『Gift of Power: The Life and Teachings of a Lakota Medicine Man』（Lame Deer, John (Fire) and Richard Erdoes. Bear & Company ,1992 年）
アーチーの生涯と、アーチーが語るインディアンの伝統的な儀式、精神世界を、レイムディアー家と親交が深かったリチャード･アードスがまとめたもの。